# Kerem Hasanov
Kerem Hasanov est assistant du président de la république d'Azerbaïdjan, chef du département des affaires de contrôle d'État de l'administration du président de la république d'Azerbaïdjan.

## Biographie
Karam Hasanov est né le 2 août 1969 dans la région de Jalilabad. Il est diplômé de l'université d'État d'économie d'Azerbaïdjan. En 2000-2001, il a travaillé comme directeur adjoint de département au ministère des domaines de l'État de la république d'Azerbaïdjan, directeur de département et vice-ministre.

## Prix
- Ordre pour le service à la Patrie